# Libertas Trogylos Basket 1980-1981
La stagione 1980-1981 della Libertas Trogylos Basket è stata la prima disputata in Serie A2 femminile.

## Rosa
| Giocatrici |
| ---------- |

| N° | Naz.              | Ruolo | Sportivo            | Anno | Alt. |  |
| -- | ----------------- | ----- | ------------------- | ---- | ---- |  |
|    | Italia (bandiera) | P     | Rosalba Bombardieri | 1962 |      |  |
|    | Italia (bandiera) |       | Sofia Adorno        | 1960 |      |  |
|    | Italia (bandiera) | G     | Luana Squillaci     | 1964 |      |  |
|    | Italia (bandiera) | A     | Renata Pinto        | 1961 |      |  |
|    | Italia (bandiera) | G     | Sofia Vinci         | 1966 | 175  |  |
|    | Italia (bandiera) | A     | Giusy Gervasi       | 1965 |      |  |
|    | Italia (bandiera) | G     | Rosanna Guarino     | 1964 |      |  |
|    | Italia (bandiera) |       | Marina Adorno       | 1963 |      |  |
|    | Italia (bandiera) |       | Ivana Gabrielli     | 1964 |      |  |
|    | Italia (bandiera) | C     | Enza Aloini         | 1958 |      |  |
|    | Italia (bandiera) | GA    | Patrizia Rollo      | 1959 |      |  |
|    | Italia (bandiera) | C     | Mariella Seminara   | 1959 |      |  |
|    | Italia (bandiera) |       | Danila Bottaro      | 1957 |      |  |

| Staff tecnico                       |
| ----------------------------------- |
| Allenatore: Santino Coppa           |
| Aiuto allenatore: Maurizio Campagna |

## Organigramma
- Presidente: Giancarlo Gabrielli